# Ferdinando Coppola
Ferdinando Coppola, detto Nando (Napoli, 10 giugno 1978), è un allenatore di calcio ed ex calciatore italiano, di ruolo portiere, collaboratore tecnico del Parma.

## Carriera

### Club

#### Napoli
Cresciuto nel Napoli, esordisce in Serie A il 16 maggio 1998, a 20 anni, in occasione della partita giocata allo Stadio San Paolo contro il Bari (2-2). Viene subito notato dal commissario tecnico della Nazionale Italiana Under-21 Marco Tardelli, che lo convoca in vista dell'amichevole contro la Scozia del 23 maggio 1998; Coppola, tuttavia, non scende in campo nella vittoria di Castel di Sangro per 4-0. Nella stagione successiva, in Serie B, è il terzo portiere della squadra partenopea e disputa le ultime 2 gare di campionato.
La definitiva consacrazione arriva poco dopo l'inizio del girone di ritorno della stagione successiva: partito come vice di Alessio Bandieri, a causa di alcune incertezze di quest'ultimo viene schierato come titolare dall'allenatore Walter Novellino.
Nella stagione 2000-2001, in massima serie con Zdeněk Zeman in panchina, è ancora il titolare, pur non godendo della piena fiducia dell'allenatore, che caldeggia l'acquisto di un portiere esperto e più adatto al suo schema.

#### Bologna
Dopo la sconfitta interna per 5-1 contro il Bologna del 22 ottobre 2000, nella quale commette numerosi errori, viene ceduto in prestito proprio alla squadra emiliana, alla ricerca di una riserva di Gianluca Pagliuca. La società rossoblu lo acquista definitivamente l'anno seguente, facendolo rimanere in rosa per altre due stagioni, tutte in Serie A, ma sempre come secondo portiere, con il ruolo da titolare solamente per le gare di Coppa Italia.
Durante il periodo al Bologna si concede una piccola parentesi televisiva, partecipando ad una puntata di Un posto al sole con altri due ex calciatori del Napoli, Paolo Cannavaro e Benito Carbone.

#### Ascoli e prestito alla Reggina
Nell'estate del 2003 passa a parametro zero all'Ascoli, in Serie B, ma a causa di un infortunio nel precampionato si ritrova nuovamente nel ruolo di secondo portiere e a gennaio viene ceduto in prestito con diritto di riscatto alla Reggina, in Serie A.
L'anno seguente la squadra amaranto decide di non esercitare il diritto di opzione e Coppola torna ad Ascoli, dove parte inizialmente come riserva, guadagnando il ruolo di numero 1 a metà campionato. In questa stagione gioca 28 partite in campionato, che vede la società bianconera promossa a tavolino in Serie A, e 2 nei play-off. Nella stagione 2005-2006 disputa quindi la sua prima stagione da titolare in massima serie, scendendo in campo in tutte le 38 partite di campionato.

#### Milan e prestito al Piacenza
L'ottima stagione lo porta, nell'estate del 2006, a essere acquistato dal Milan a parametro zero, che gli offre un contratto triennale fino al 30 giugno 2009. Ciò nonostante, il 22 agosto dello stesso anno, pur di giocare con continuità, accetta il trasferimento in prestito al Piacenza, in Serie B, in cerca di un nuovo portiere dopo l'infortunio di Mario Cassano. Con la maglia biancorossa gioca tutti i match di campionato, in cui il Piacenza si classifica al quarto posto; tuttavia non prende parte ai play-off, che in questa stagione non si sono disputati a causa dell'eccessivo distacco tra la terza classificata, il Genoa, e la quarta, il Piacenza appunto.
A fine stagione torna al Milan per fine prestito.

#### Atalanta
Il 29 giugno 2007 viene acquistato in prestito dall'Atalanta, in Serie A. Esordisce in maglia nerazzurra il 26 agosto seguente, in occasione della trasferta di Reggio Calabria contro la Reggina, sua ex squadra, che vede gli orobici pareggiare per 1-1. Con la società bergamasca ottiene il record di essere stato l'unico calciatore, in quel campionato, ad aver disputato tutte le 38 partite senza aver mai saltato un minuto, inoltre risulta decisivo proprio nella gara in casa del Milan, quando para al 90º un rigore decisivo ad Andrea Pirlo con l'Atalanta che esce vittoriosa per 2-1 da "San Siro".
Il 16 giugno 2008 i bergamaschi prelevano la metà del cartellino del giocatore dal Milan, a fronte di un importo di 750.000 euro. All'inizio del girone di ritorno della stagione in corso, dopo alcune prestazioni poco convincenti, perde il posto da titolare, con il tecnico Luigi Delneri che gli preferisce Andrea Consigli, interrompendo una striscia di oltre 140 presenze consecutive del calciatore napoletano.
Nella stagione successiva rimane il vice di Consigli, collezionando 8 presenze in campionato e 1 in Coppa Italia.

#### Ritorno al Milan e parentesi a Siena e Torino
Al termine della stagione il Milan riscatta la compartecipazione per 200.000 euro e cede il portiere classe 1978 in prestito al Siena, in Serie B.
Debutta con la maglia bianconera il 22 agosto 2010, nel corso del match valevole per la prima giornata di campionato giocato allo Stadio Adriatico contro il Pescara (1-1). Con la società toscana gioca in totale 42 partite, di cui 2 in Coppa Italia, contribuendo alla promozione in Serie A della squadra.
Al termine del campionato fa ritorno al Milan, che lo cede ancora in prestito, questa volta al Torino, sempre in Serie B. In maglia granata debutta il 27 agosto 2011, sempre contro una sua ex squadra, questa volta l'Ascoli, in occasione della trasferta del Del Duca vinta per 2-1. Con la società torinese gioca 24 partite da titolare tra campionato e Coppa Italia, terminando anzitempo la sua stagione il 22 gennaio 2012, quando, nel corso del match esterno contro il Cittadella, si scontra fortuitamente con il compagno di squadra Valerio Di Cesare, riportando una distorsione del ginocchio sinistro con rottura del legamento crociato anteriore e del legamento collaterale mediale.
Scaduto il prestito ritorna al Milan. Il 9 dicembre 2012, dopo aver scontato la squalifica di quattro mesi impostagli dal TNAS in merito all'inchiesta calcioscommesse, viene convocato per la prima volta dall'allenatore Massimiliano Allegri, in vista del match esterno proprio contro il Torino. Il 31 gennaio 2013, tuttavia, ritorna al Torino, che lo acquista a titolo definitivo con un contratto semestrale. Dopo aver disputato solo l'ultima giornata di campionato contro il Catania, il 1º luglio rimane svincolato e il 19 agosto 2013 firma un nuovo contratto con il Milan, scegliendo di indossare la maglia numero 35.

#### Ritorno al Bologna e il passaggio all'Hellas Verona
L'8 luglio 2014 viene ceduto a titolo definitivo al Bologna appena retrocesso in Serie B, tornando in rossoblù dopo undici anni; conquistato il posto di titolare, ricopre un ruolo da protagonista e trascina la squadra verso la promozione in massima serie grazie a numerose prodezze, piazzandosi inoltre 7º nella Top 15 dei portieri di Serie B secondo una classifica stilata dalla Lega Serie B.
A fine stagione rimane svincolato e il 17 luglio 2015 firma per il Verona in Serie A, come terzo portiere. Complici la cessione di Rafael ed un lieve infortunio di Gollini, torna titolare in serie A dopo più di due anni e mezzo in occasione di Verona-Genoa (1-1). I gialloblù chiudono comunque la stagione con una retrocessione e sono costretti a ripartire dalla serie cadetta. Durante l'estate viene confermato come portiere di riserva, alle spalle di Nicolas.

### Allenatore

#### Bologna
Il 19 novembre 2019 viene ingaggiato con un contratto annuale dal Bologna come collaboratore tecnico della Prima Squadra e del Settore Giovanile per quanto concerne la preparazione dei portieri. Alla fine della stagione non rinnova il suo contratto.

#### Cremonese
L'8 gennaio 2021 entra a far parte dello staff di Fabio Pecchia, neoallenatore della Cremonese, come preparatore dei portieri. Resta anche la stagione seguente ma come collaboratore tecnico.

#### Parma
Il 1º luglio 2022 passa al Parma come collaboratore tecnico, sempre di Pecchia.

## Calcioscommesse
Chiamato in causa nell'inchiesta del calcioscommesse, il 26 luglio 2012 viene deferito dal procuratore federale Stefano Palazzi per illecito sportivo in riguardo alla partita AlbinoLeffe-Siena del 29 maggio 2011. Il 1º agosto Palazzi richiede per lui una squalifica pari a 3 anni e 6 mesi ma il 10 agosto seguente, in primo grado, la Commissione Disciplinare lo condanna a 6 mesi di squalifica (reato derubricato da illecito sportivo a omessa denuncia). Il 22 agosto, in secondo grado, gli viene confermata la squalifica, mentre il TNAS, ultimo livello di giudizio sportivo, la riduce a 4 mesi, permettendo il rientro del calciatore l'8 dicembre.
Il 9 febbraio 2015 la procura di Cremona termina le indagini e formula per lui e altri indagati le accuse di associazione a delinquere e frode sportiva.
Il 25 agosto dello stesso anno Massimo Mezzaroma (ex presidente del Siena), Pier Paolo Sganga (ex consigliere d'amministrazione) e Cristian Stellini (ex collaboratore tecnico) vengono deferiti dal Procuratore Federale Stefano Palazzi in relazione alla tentata combine di Siena-Varese 5-0 del 21 maggio 2011: Coppola avrebbe rifiutato la combine propostagli da Sganga senza però denunciare il fatto alle autorità e andando a riferire l'accaduto al compagno di squadra Filippo Carobbio. Per evitare il deferimento per omessa denuncia, concorda con la procura un patteggiamento.

## Statistiche

### Presenze e reti nei club
| Stagione        | Squadra         | Campionato      | Campionato | Campionato | Coppe nazionali | Coppe nazionali | Coppe nazionali | Coppe continentali | Coppe continentali | Coppe continentali | Totale | Totale |
| Stagione        | Squadra         | Comp            | Pres       | Reti       | Comp            | Pres            | Reti            | Comp               | Pres               | Reti               | Pres   | Reti   |
| --------------- | --------------- | --------------- | ---------- | ---------- | --------------- | --------------- | --------------- | ------------------ | ------------------ | ------------------ | ------ | ------ |
| 1996-1997       | Napoli          | A               | 0          | 0          | CI              | 0               | 0               | -                  | -                  | -                  | 0      | 0      |
| 1997-1998       | Napoli          | A               | 1          | -2         | CI              | 0               | 0               | -                  | -                  | -                  | 1      | -2     |
| 1998-1999       | Napoli          | B               | 2          | -2         | CI              | 0               | 0               | -                  | -                  | -                  | 2      | -2     |
| 1999-2000       | Napoli          | B               | 16         | -20        | CI              | 1               | -1              | -                  | -                  | -                  | 17     | -21    |
| ago.-ott. 2000  | Napoli          | A               | 3          | -10        | CI              | 2               | -1              | -                  | -                  | -                  | 5      | -11    |
| Totale Napoli   | Totale Napoli   | Totale Napoli   | 22         | -34        |                 | 3               | -2              |                    | -                  | -                  | 25     | -36    |
| ott. 2000-2001  | Bologna         | A               | 0          | 0          | CI              | 0               | 0               | -                  | -                  | -                  | 0      | 0      |
| 2001-2002       | Bologna         | A               | 0          | 0          | CI              | 4               | -6              | -                  | -                  | -                  | 4      | -6     |
| 2002-2003       | Bologna         | A               | 0          | 0          | CI              | 2               | -3              | Int                | 0                  | 0                  | 2      | -3     |
| 2003-gen. 2004  | Ascoli          | B               | 1          | -1         | CI              | 1               | -2              | -                  | -                  | -                  | 2      | -3     |
| gen.-giu. 2004  | Reggina         | A               | 2          | -2         | CI              | 0               | 0               | -                  | -                  | -                  | 2      | -2     |
| 2004-2005       | Ascoli          | B               | 28+2       | -33+-3     | CI              | 0               | 0               | -                  | -                  | -                  | 30     | -36    |
| 2005-2006       | Ascoli          | A               | 38         | -53        | CI              | 2               | -2              | -                  | -                  | -                  | 40     | -55    |
| Totale Ascoli   | Totale Ascoli   | Totale Ascoli   | 67+2       | -87+-3     |                 | 3               | -4              |                    | -                  | -                  | 72     | -94    |
| 2006-2007       | Piacenza        | B               | 42         | -50        | CI              | 1               | -2              | -                  | -                  | -                  | 43     | -52    |
| 2007-2008       | Atalanta        | A               | 38         | -56        | CI              | 0               | 0               | -                  | -                  | -                  | 38     | -56    |
| 2008-2009       | Atalanta        | A               | 22         | -27        | CI              | 1               | -1              | -                  | -                  | -                  | 23     | -28    |
| 2009-2010       | Atalanta        | A               | 8          | -12        | CI              | 1               | -1              | -                  | -                  | -                  | 9      | -13    |
| Totale Atalanta | Totale Atalanta | Totale Atalanta | 68         | -95        |                 | 2               | -2              |                    | -                  | -                  | 70     | -97    |
| 2010-2011       | Siena           | B               | 40         | -34        | CI              | 2               | -3              | -                  | -                  | -                  | 42     | -37    |
| 2011-2012       | Torino          | B               | 22         | -13        | CI              | 2               | -1              | -                  | -                  | -                  | 24     | -14    |
| 2012-gen. 2013  | Milan           | A               | 0          | 0          | CI              | 0               | 0               | -                  | -                  | -                  | 0      | 0      |
| gen.-giu. 2013  | Torino          | A               | 1          | -2         | CI              | 0               | 0               | -                  | -                  | -                  | 1      | -2     |
| Totale Torino   | Totale Torino   | Totale Torino   | 23         | -15        |                 | 2               | -1              |                    | -                  | -                  | 25     | -16    |
| 2013-2014       | Milan           | A               | 0          | 0          | CI              | 0               | 0               | UCL                | 0                  | 0                  | 0      | 0      |
| Totale Milan    | Totale Milan    | Totale Milan    | 0          | 0          |                 | 0               | 0               |                    | 0                  | 0                  | 0      | 0      |
| 2014-2015       | Bologna         | B               | 30         | -22        | CI              | 1               | -2              | -                  | -                  | -                  | 31     | -24    |
| Totale Bologna  | Totale Bologna  | Totale Bologna  | 30         | -22        | -               | 7               | -11             | -                  | -                  | -                  | 37     | -33    |
| 2015-2016       | Verona          | A               | 1          | -1         | CI              | 1               | -3              | -                  | -                  | -                  | 2      | -4     |
| 2016-2017       | Verona          | B               | 0          | 0          | CI              | 1               | -4              | -                  | -                  | -                  | 1      | -4     |
| 2017-2018       | Verona          | A               | 0          | 0          | CI              | 0               | 0               | -                  | -                  | -                  | 0      | 0      |
| Totale Verona   | Totale Verona   | Totale Verona   | 1          | -1         |                 | 2               | -7              |                    | -                  | -                  | 3      | -8     |
| Totale carriera | Totale carriera | Totale carriera | 298        | -343       |                 | 22              | -32             |                    | 0                  | 0                  | 320    | -375   |

## Palmarès

### Club

#### Competizioni giovanili
- Coppa Italia Primavera: 1

Napoli: 1996-1997